# Reprezentacja Stanów Zjednoczonych na Mistrzostwach Świata w Wioślarstwie 2009
Reprezentacja Stanów Zjednoczonych na Mistrzostwach Świata w Wioślarstwie 2009 liczyła 74 sportowców. Najlepszymi wynikami były 1. miejsca w dwójce bez sternika kobiet, dwójce ze sternikiem mężczyzn i ósemce kobiet.

## Medale

### Złote medale
dwójka bez sternika (W2-): Zsuzsanna Francia, Erin Cafaro
dwójka ze sternikiem (M2+): Troy Kepper, Henrik Rummel, Marcus McElhenney
ósemka (W8+): Erin Cafaro, Mara Allen, Laura Larsen-Strecker, Zsuzsanna Francia, Anna Goodale, Lindsay Shoop, Caroline Lind, Katherine Glessner, Katelin Snyder

### Srebrne medale
czwórka bez sternika (W4-): Amanda Polk, Jamie Redman, Eleanor Logan, Esther Lofgren
dwójka czwórka (W4x): Megan Walsh, Stesha Carle, Sarah Trowbridge, Kathleen Bertko
ósemka wagi lekkiej (LM8+): John Dise, Kenneth McMahon, Ryan Fox, Andrew Diebold, Anthony Fahden, Matt Muffelman, James Sopko, Matthew Kochem, Kerry Quinn

### Brązowe medale
dwójka czwórka wagi lekkiej (LW4x): Hillary Saeger, Lindsey Hochman, Stefanie Sydlik, Abelyn Broughton

## Wyniki

### Konkurencje mężczyzn
- jedynka (M1x): Warren Anderson – 12. miejsce
- jedynka wagi lekkiej (LM1x): Cody Lowry – 14. miejsce
- dwójka bez sternika (M2-): David Banks, Charles Cole – 5. miejsce
- dwójka podwójna (M2x): Peter Graves, Thomas Graves – 16. miejsce
- dwójka podwójna wagi lekkiej (LM2x): Shane Madden, Andrew Quinn – 15. miejsce
- dwójka bez sternika wagi lekkiej (LM2-): Alexander Rothmeier, John Wainwright – 11. miejsce
- dwójka ze sternikiem (M2+): Troy Kepper, Henrik Rummel, Marcus McElhenney – 1. miejsce
- czwórka bez sternika (M4-): Cameron Winklevoss, Steve Coppola Jr, Giuseppe Lanzone, Brett Newlin – 13. miejsce
- czwórka podwójna (M4x): Elliot Hovey, Glenn Ochal, William Miller, Samuel Stitt – 12. miejsce
- czwórka podwójna wagi lekkiej (LM4x): Brian Tryon, Jonathan Winter, Daniel Scholz, Samuel Frycke-Cunningham – 6. miejsce
- czwórka bez sternika wagi lekkiej (LM4-): Taylor Washburn, Nick LaCava, Brian De Regt, William Daly – 12. miejsce
- ósemka (M8+): Alexander Osborne, Michael Holbrook, Jacob Cornelius, Stephen Kasprzyk, Beau Hoopman, Tyler Winklevoss, Ross James, Grant James, Edmund Del Guercio – 9. miejsce
- ósemka wagi lekkiej (LM8+): John Dise, Kenneth McMahon, Ryan Fox, Andrew Diebold, Anthony Fahden, Matt Muffelman, James Sopko, Matthew Kochem, Kerry Quinn – 2. miejsce

### Konkurencje kobiet
- jedynka (W1x): Margot Shumway – 13. miejsce
- jedynka wagi lekkiej (LW1x): Meghan Sarbanis – 4. miejsce
- dwójka bez sternika (W2-): Zsuzsanna Francia, Erin Cafaro – 1. miejsce
- dwójka podwójna (W2x): Megan Kalmoe, Ellen Tomek – 6. miejsce
- dwójka podwójna wagi lekkiej (LW2x): Kristin Hedstrom, Michelle Trannel – 11. miejsce
- czwórka bez sternika (W4-): Amanda Polk, Jamie Redman, Eleanor Logan, Esther Lofgren – 2. miejsce
- dwójka czwórka (W4x): Megan Walsh, Stesha Carle, Sarah Trowbridge, Kathleen Bertko – 2. miejsce
- dwójka czwórka wagi lekkiej (LW4x): Hillary Saeger, Lindsey Hochman, Stefanie Sydlik, Abelyn Broughton – 3. miejsce
- ósemka (W8+): Erin Cafaro, Mara Allen, Laura Larsen-Strecker, Zsuzsanna Francia, Anna Goodale, Lindsay Shoop, Caroline Lind, Katherine Glessner, Katelin Snyder – 1. miejsce